# Greg Kinnear
Greg Kinnear (født 17. juni 1963 i Logansport, Indiana, USA) er en amerikansk filmskuespiller, som efter studier i fjernsynsjournalistik begyndte sin karriere i småroller i fjernsyn.
Han filmdebuterede i komedien Blankman (1994) og spillede derefter rollen som William Holden oprindelig havde i nyindspilningen Sabrina (1995). Rollen som naboen i As Good As It Gets (Det bli'r ikke bedre, 1997) mod Helen Hunt og Jack Nicholson blev et gennembrud. Han fulgte op med karakterroller i film som You've Got Mail (1998), Nurse Betty (2000) og The Gift (2000), og var en af officerene i krigsfilmen We Were Soldiers (2002) mod Mel Gibson. I Paul Schraders Auto Focus (2002) spillede han fjernsynsidolet Bob Crane. Han har også haft hovedroller i The Matador (2005) mod Pierce Brosnan og Little Miss Sunshine (2006); Greg Kinnear er også med i The Last Song fra (2010)